# Liste der denkmalgeschützten Objekte in Geinberg
Die Liste der denkmalgeschützten Objekte in Geinberg enthält die denkmalgeschützten, unbeweglichen Objekte der Gemeinde Geinberg in Oberösterreich (Bezirk Ried im Innkreis).

## Denkmäler
| Foto |                 | Denkmal                                                                                     | Standort                                            | Beschreibung | Metadaten |
| ---- | --------------- | ------------------------------------------------------------------------------------------- | --------------------------------------------------- | --- | --- |
| ja   | Datei hochladen | Pfarrhof, ehem. Gemeindeamt HERIS-ID: 90220 Objekt-ID: 104902                               | Kirchenplatz 4 Standort KG: Geinberg                | 1941 fand der Umzug in den „neuen“ Pfarrhof statt. Zwischen 1927 und 1941 waren hier das Gemeindeamt und die Raiffeisenkasse („Vorschusskasse“) untergebracht. | BDA-Hist.: Q37745810 Status: § 2a Stand der BDA-Liste: 2025-06-30 Name: Pfarrhof, ehem. Gemeindeamt GstNr.: 536/10 Pfarrhof Geinberg                                    |
| ja   | Datei hochladen | Rotes Kreuz HERIS-ID: 90225 Objekt-ID: 104907                                               | Thermenstraße 17, in der Nähe Standort KG: Geinberg | Das Kreuz wurde 1929 mit zwei Eisenstatuen an der Weggabelung nach Neuhaus und Winten errichtet, heute befindet sie sich am Ende der Thermenallee südöstlich der 1998 eröffneten Therme Geinberg. Der Sage nach soll in der Gegend ein Teufel sein Unwesen getrieben haben, der sich nach der Aufstellung des Kreuzes nicht mehr blicken ließ.                                                                 | BDA-Hist.: Q37745848 Status: § 2a Stand der BDA-Liste: 2025-06-30 Name: Rotes Kreuz GstNr.: 1790 Rotes Kreuz Geinberg                                                   |
| ja   | Datei hochladen | Kath. Pfarrkirche hl. Michael, Friedhof und Friedhofsmauer HERIS-ID: 52131 Objekt-ID: 58374 | Kirchenplatz 1 Standort KG: Geinberg                | Der Kirchenbau wurde 1358 an der Stelle der Burg der Ahammer begonnen, die dann in Schloss Neuhaus residierten. Die Pfarrerhebung fand am 3. Februar 1359 statt. 1717 wurde die Marienkapelle als Seitenschiff angebaut, 1719 die Reliquien des hl. Justus hierher übertragen. Die im Kern gotische Kirche erhielt 1754 einen neuen barocken Turm (48 m hoch). 1983 fand die letzte große Restaurierung statt. | BDA-Hist.: Q23541786 Status: § 2a Stand der BDA-Liste: 2025-06-30 Name: Kath. Pfarrkirche hl. Michael, Friedhof und Friedhofsmauer GstNr.: 526 Sankt Michael (Geinberg) |